# King of My Castle
King of My Castle (englisch für „König meines Schlosses“) ist ein Lied des US-amerikanischen Electro-Projekts Wamdue Project. Der Song erschien ursprünglich am 24. Mai 1997 als Singleauskopplung des Studioalbums Program Yourself. Im Jahr 1999 erreichte eine Remixversion in vielen Ländern hohe Chartplatzierungen.

## Inhalt
King of My Castle ist den elektronischen Musikgenres Downbeat und House zuzuordnen. Es handelt davon, Herr seines eigenen Verstandes zu sein. Der Text wird von der US-amerikanischen Sängerin Gaelle Adisson gesungen.

## Produktion
Der Song wurde von Chris Brann, dem Gründer des Wamdue Projects, produziert, der ebenfalls als Autor des Songs fungierte. Die Remixversion wurde von dem italienischen House-Produzenten Roy Malone produziert.

## Musikvideos
Zu King of My Castle wurden zwei Musikvideos veröffentlicht. Im ersten Video wird der Song von einem weiblichen, in Schwarz gekleideten Model in einem halbdunklen, leeren Parkhaus gesungen. Als das Model durch ein Treppenhaus geht, trifft es auf weitere Personen, von denen teilweise nur die Silhouetten zu sehen sind. Anschließend läuft es wieder durch das Parkhaus, in dem sich nun weitere Menschen befinden, die mit ihren Köpfen zur Musik nicken oder still dastehen. Das Video verzeichnet auf YouTube über zehn Millionen Aufrufe (Stand: Juli 2022). Das zweite Musikvideo besteht aus Szenen des 1995 erschienenen Animes Ghost in the Shell. Darin werden Menschen zu Cyborgs umgewandelt, wodurch die Kontrolle über ihren Verstand übernommen wird.

## Single

### Covergestaltung
Das Singlecover zeigt den Schriftzug King of My Castle in Weiß und Dunkelorange sowie eine Umrisszeichnung von Kopfhörern. Am oberen Bildrand steht der weiße Schriftzug Wamdue Project, während der komplette Hintergrund orange gehalten ist. Auf dem Cover der Maxi-Single befinden sich der weiße Schriftzug Wamdue Project und der Titel King of My Castle in Rot, während der Hintergrund dunkelblau gehalten ist.

### Titellisten
Single
1. King of My Castle (Roy Malone’s King Radio Edit) – 3:40
2. King of My Castle (S’ Man’s Comin’ 4 Ya Castle Radio Edit) – 3:11

Maxi
1. King of My Castle (Roy Malone’s King Radio Edit) – 3:33
2. King of My Castle (Roy Malone’s King Mix) – 4:57
3. King of My Castle (Original Mix) – 8:11
4. King of My Castle (S’ Man’s Comin’ 4 Ya Castle Mix) – 9:03
5. King of My Castle (Charles Schilling Toboggan Mix) – 6:36

### Chartplatzierungen
King of My Castle stieg am 7. Juni 1999 auf Platz 49 in die deutschen Singlecharts ein und erreichte neun Wochen später mit Rang drei die höchste Position, auf der es sich sechs Wochen halten konnte. Insgesamt hielt sich der Song 23 Wochen lang in den Top 100, davon zwölf Wochen in den Top 10. Im Vereinigten Königreich erreichte die Single die Chartspitze. Weitere Top-10-Platzierungen gelangen unter anderem in den Niederlanden, Norwegen, Belgien, Österreich, Frankreich und der Schweiz. In den deutschen Single-Jahrescharts 1999 belegte das Lied Position zehn. In den Vereinigten Staaten erreichte es Platz eins der Dance Club Songs.
| ChartsChartplatzierungen     | Höchstplatzierung | Wochen |
| ---------------------------- | ----------------- | ------ |
| Deutschland (GfK)            | 3 (23 Wo.)        | 23     |
| Österreich (Ö3)              | 5 (16 Wo.)        | 16     |
| Schweiz (IFPI)               | 7 (16 Wo.)        | 16     |
| Vereinigtes Königreich (OCC) | 1 (20 Wo.)        | 20     |

| ChartsJahrescharts (1999)    | Platzierung |
| ---------------------------- | ----------- |
| Deutschland (GfK)            | 10          |
| Österreich (Ö3)              | 32          |
| Schweiz (IFPI)               | 37          |
| Vereinigtes Königreich (OCC) | 28          |

### Auszeichnungen für Musikverkäufe
King of My Castle erhielt im Jahr 1999 im Vereinigten Königreich für mehr als 400.000 Verkäufe eine Goldene Schallplatte.
| Land/Region                  | Auszeichnungen für Musikverkäufe (Land/Region, Auszeichnung, Verkäufe) | Verkäufe |
| ---------------------------- | ---------------------------------------------------------------------- | -------- |
| Belgien (BRMA)               | Platin                                                                 | 50.000   |
| Frankreich (SNEP)            | Silber                                                                 | 125.000  |
| Niederlande (NVPI)           | Gold                                                                   | 50.000   |
| Norwegen (IFPI)              | Gold                                                                   | 10.000   |
| Vereinigtes Königreich (BPI) | Gold                                                                   | 400.000  |
| Insgesamt                    | 1× Silber · 3× Gold · 1× Platin ·                                      | 635.000  |